# Nokia 7230
Nokia 7230 este un telefon 3G care a fost anunțat de Nokia pe 24 noiembrie 2009.
Ecranul TFT are diagonala de 2.4 țoli care suportă 262.000 culori și o rezoluție de 240 x 320 pixeli.
Sub ecran se află D-pad-ul înconjurat de o bandă metalică și patru taste standard. Partea dreaptă dispune de un buton dedicat pentru cameră.
În partea de sus a telefonului se află mufa audio de 3.5 mm, portul micro-USB și mufa de încărcare.
Camera foto CMOS are 3.2 megapixeli cu zoom digital 4x. Nu are bliț și focalizare automată. Rezoluția maximă pentru imagini este de 2048 x 1536 de pixeli și clipurile video pot fi înregistrate cu o rezoluție maximă de 320x240 pixeli la 8 fps care pot fi salvate în formatul H.263 sau MPEG-4.
Nokia 7230 suportă formatele audio MP3, WMA, WAV, AMR NB, WB AMR, MIDI, AAC, eAAC și eAAC +.
Jocurile descărcabile sunt Asphalt 4 Elite, Bounce Tales, Brian Challenge, Midnight Pool 2, Rally Stars, Snake 3 și Sudoku.
Conform Nokia bateria de 860 miliamperi oferă până la 395 de ore în rețeaua 3G și redarea muzicii până la 27 de ore.